# بوتای
بوتای (به لاتین: Bothey) یک منطقهٔ مسکونی در بلژیک است که در استان نامور واقع شده‌است. بوتای ۱۵۸ متر بالاتر از سطح دریا واقع شده‌است.